# Операция «Честный голос»
Операция «Честный голос» (англ. Operation Earnest Voice, OEV) — проект правительства США по оказанию влияния на формирование мнений в социальных сетях в интересах американской пропаганды, основанный на использовании поддельных профилей. Проектом управляет Центральное командование ВС США (Centcom), контролирующее военные операции США на Ближнем Востоке и в Центральной Азии. Запуск проекта уподоблялся некоторыми веб-экспертами попыткам Китая контролировать и ограничивать свободу слова в Интернете. По заявлениям Пентагона, программа не имеет англоязычного компонента и существует только для борьбы с искажениями, обнаруженными на арабском, фарси, пушту и урду.

## Официальные заявления
По заявлению военного ведомства, базирующаяся в США аудитория соцсетей Facebook и Twitter не является полем действия программы, так как по закону Смита — Мундта государственные агенты не имеют права вести пропаганду среди граждан Соединённых Штатов. Бывший глава Центрального командования США Дэвид Петреус в своих показаниях в конгрессе заявил, что операция «Честный голос» будет «достигать [региональной] аудитории страны через традиционные средства массовой информации, а также через веб-сайты и блоги по региональным связям с общественностью» в попытке «противостоять экстремистской идеологии и пропаганде».

## История
В марте 2011 года правительство США подписало контракт на сумму 2.76 миллиона долларов США с работающей в сфере интернет-безопасности компанией Ntrepid о разработке программного обеспечения, которое бы позволило агентам правительства распространять пропаганду на «иноязычных сайтах», используя т. н. «sockpuppets». Впервые о разработках новой программы широкой общественности стало известно после публикации 17 марта 2011 года авторами Nick Fielding и Ian Cobain статьи «Revealed: US spy operation that manipulates social media» в The Guardian. 6 февраля 2011 года активисты из группы Anonymous взломали электронную почту HBGary, дочерней компании ManTech International, специализирующейся на компьютерной безопасности, а позднее опубликовали архив электронной переписки, согласно которому контракт на разработку ПО мог достаться именно HBGary. Архив опубликованных электронных писем компании HBGary находится на сайте Wikileaks. В 2011 году управление перспективных научно-исследовательских разработок Минобороны США объявило тендер на создание специальной программы SMICS (Social Media in Strategic Communication — Социальные медиа в стратегической коммуникации). В пояснительной записке говорилось: «Условия, в которых осуществляют операции наши вооружённые силы, быстро меняются под влиянием блогов, социальных сетей, файлообменных сервисов и мобильных технологий. Распространение социальных медиа может оказать самое глубокое воздействие на природу конфликтов. Эффективное использование этих медиа позволит вооружённым силам более качественно осуществлять информационное сопровождение операций».
В ноябре 2013 года представитель theblackvault.com John Greenewald направил запрос о статусе программы в Centcom, на что был получен официальный ответ, что вся информация, связанная с программой, засекречена и не подлежит раскрытию.

## Детали программы
Главные особенности ПО, как следует из запроса на разработку, следующие:
- 50 пользовательских лицензий оператора, с 10 марионеточными виртуальными профилями (sockpuppets) для каждого пользователя;
- Виртуальные профили c детально проработанными, а также технически, культурно и географически непротиворечивым прошлым, собственной историей и присутствием в Интернете. Виртуальные профили должны «быть способными появляться в практически любой части мира»;
- Специальная защищенная VPN, позволяющая виртуальным профилям делать публикации со «случайно выбранных IP-адресов» для «сокрытия факта существования операции»;
- 50 статических IP-адресов для «управления постоянными онлайн-личностями», с защищённой идентификационной информацией, предусматривающей использование виртуального профиля разными государственными агентами и лёгкое переключение между профилями, «которые выглядят как обычные пользователи, а не боты»;
- 9 частных серверов, размещающихся в месте действий операций заказчика и позволяющих онлайн-профилям заказчика выглядеть, как локальные. Эти сервера должны использовать коммерческие хостинг-центры по всему миру.
- Рабочая среда в виртуальной машине, удаляемая при каждом завершении сессии во избежание воздействия какого-либо вируса или другого вредоносного ПО.

## Критика
После того как о существовании проекта стало известно широкой публике, в социальных сетях и на правительственном уровне развернулись горячие дискуссии об этической стороне вопроса, так как проект по сути позволял американским военным создавать ложный консенсус в онлайн-дискуссиях, вытесняя нежелательные мнения и подавляя те, которые идут вразрез с интересами заказчика. Помимо этого, высказывалось мнение, что новость о том, что американские военные разрабатывают программу по созданию фейковых профилей для манипуляции общественного мнения также может побудить другие правительства, частные компании и неправительственные организации сделать то же самое. Не меньшую озабоченность вызывало и то, что в конце концов фейки будут вычислены, и это навредит репутации США.
Исаак Порш, исследователь корпорации RAND, заявил, что в случае интернет-коммуникаций нелегко будет исключить американцев из получателей пропаганды.